# Wilhelm Weltner
Carl Wilhelm Hermann Weltner (Römnitz, 26 oktober 1854 - 11 april 1917) was een Duits zoöloog, gespecialiseerd in de studie van sponsdieren en  rankpootkreeften.

## Leven
Weltner werd geboren in Römnitz in het vorstendom Ratzeburg in Mecklenburg-Strelitz. Hij liep school in Ratzeburg en Schönberg in Mecklenburg en ging in 1874 naar Wiesbaden om er chemie te studeren bij Carl Remigius Fresenius. Zijn vrije tijd besteedde hij aan zoölogie en botanica. Hij voltooide zijn chemiestudies evenwel niet en schakelde over op de zoölogie. Nog als student werd hij assistent aan het zoölogische instituut in Strassburg bij Oscar Schmidt (1878-1880 en 1881-1882). In 1882 behaalde hij de graad van doctor bij August Weismann in Freiburg im Breisgau, met een dissertatie over de kennis van sponsdieren. In 1884 ging hij naar Berlijn om bij Franz Eilhard Schulze zijn studies voort te zetten en tegelijk als assistent te werken aan het Museum für Naturkunde van de universiteit aldaar. In april 1892 werd hij er benoemd tot conservator (Kustos). In november 1902 werd hij benoemd tot professor.
Van 1904 tot 1910 was hij redacteur van het tijdschrift Archiv für Naturgeschichte. Hij schreef ook populair-wetenschappelijke artikelen voor de dagbladpers.
Zijn gezichtsvermogen verminderde als gevolg van het vele werk met de microscoop. Een operatie tegen staar in 1911 bracht slechts een tijdelijke verbetering. Hij werd langzaam blind.

## Werk
Het grootste deel van zijn wetenschappelijke arbeid handelt over de biologie van zoetwaterorganismen, in het bijzonder zoetwatersponsen en rankpootkreeften.  Hij bestudeerde gedurende meerdere jaren de fauna van de Tegeler See bij Berlijn, en met M. Samter die van de Madüsee in Pommeren. Hij publiceerde in Archiv  für Naturgeschichte vijf Spongillidenstudien met de systematische, morfologische en biologische beschrijvingen van zoetwatersponsdieren. Hij beschreef daarnaast talrijke andere sponsdieren uit alle delen van de wereld. Zijn studie over de Cirripedia der Deutschen Tiefsee-Expedition verscheen postuum in 1922. Hierin beschreef hij de rankpootkreeftjes die waren verzameld tijdens de diepzee-expeditie van het Duitse stoomschip Valdivia in 1898-1899.

## Hommage
Als eerbetoon zijn meerdere diersoorten naar hem genoemd, waaronder de sponssoorten Hyalonema (Corynonema) weltneri  en Potamolepis weltneri, en de geslachten van rankpootkreeftjes Weltnerium  en Weltneria.
- Author citation (botany): Weltner
- Gemeinsame Normdatei: 117571903
- International Standard Name Identifier: 0000 0000 1334 3601
- Nederlandse Thesaurus van Auteursnamen: 260624799
- Istituto Centrale per il Catalogo Unico: UTOV575710
- Virtual International Authority File: 13088174
- WorldCat: E39PBJxRFK7hTVpjbTxV4xjcT3